# Georg Waue
Georg Waue (* 1. Februar 1901 in Münster; † 8. Mai 1945 in Pola, Jugoslawien) war ein deutscher Konteradmiral der Kriegsmarine.

## Leben
Georg Waue trat im Juli 1918 in die Kaiserliche Marine ein. Er besuchte als Seekadett zur Ausbildung bis Kriegsende die Marineschule und die Schlesien. Von Mai 1919 bis Juli 1920 war er in der 3. Marine-Brigade.
Ab September 1920 war er bis Juli 1921 an der Marineschule Mürwik und wurde hier am 13. November 1920 Fähnrich zur See. Von Mai 1922 bis Januar 1923 hatte er ein Bordkommando auf die Medusa, besuchte dann, ab 1. April 1923 Leutnant zur See, für 8 Monate einen Waffenlehrgang, um von August 1923 bis März 1924 als Kompanieoffizier bei der Küstenwehrabteilung III eingesetzt zu werden. Anschließend war er wieder auf der Medusa und später bis September 1925 auf der Hessen. Am 1. Juli 1925 wurde er Oberleutnant zur See. Es folgte bis September 1928 sein Einsatz als Wachoffizier auf Torpedobooten. Er war bis September 1931 1. Flaggleutnant des Flottenkommandos. Von Oktober 1931 bis September 1933 war er Kommandant des Torpedobootes T 151 und wurde in dieser Position am 1. April 1933 Kapitänleutnant. Bis April 1935 war er Kompanieführer an der Marineschule Mürwik.
Später wurde er in die Kriegsmarine übernommen und war ab September 1935 für ein Jahr Adjutant und Torpedo-Offizier auf dem Leichten Kreuzer Karlsruhe. Bis Mai 1938 kam er als Referent in die Flotten-/Marineabwehrabteilung im OKM und war bis zur Auflösung im April 1939 Chef der 4. Torpedoboots-Flottille. Die 4. Torpedoboots-Flottille operierte 1938 über eine lange Zeit des Jahres vor der spanischen Küste. Von April 1939 bis März 1940 hatte er das Kommando über die 6. Torpedoboots-Flottille, welche aus der 4. Torpedoboots-Flottille hervorgegangen war, übernommen. Als Zweiter Admiralstabsoffizier kam er bis Juni 1941 in den Stab der Marinegruppenkommando West und übernahm bis März 1942 dort den Posten des Ersten Admiralstabsoffizier. Bis Oktober 1943 war er in der gleichen Position bei der Marinegruppenkommando Nord. Von November 1943 bis zur Auflösung der Dienststelle im November 1944 war er Chef des Stabes beim Kommandierenden Admiral Ägäis. Am 12. Dezember 1943 erhielt er als Kapitän zur See für seine Tätigkeit als Erster Admiralstabsoffizier beim Marinegruppenkommando Nord das Deutsche Kreuz in Gold verliehen. Ab November 1944 war er, ab 1. April 1945 als Konteradmiral, bis zu seinem gewaltsamen Tod Festungskommandant von Pola. Nach der Befreiung der Stadt wurde Waue am 8. Mai 1945 durch die jugoslawische Volksbefreiungsarmee erschossen.